# タイコンデロガの攻略
タイコンデロガの攻略は、アメリカ独立戦争中の1775年5月10日に、イギリス支配下にあったタイコンデロガ砦を、植民地軍が奪った軍事行動である。他にも、タイコンデロガ同様に要所にあったクラウン・ポイントやサンジャンといった砦が植民地軍の占領下に入った。この砦はその後カナダ侵攻の拠点となり、また、この砦にあった兵器は、ボストンの最前線へと送られた。

## アメリカ独立戦争勃発
1775年、タイコンデロガ砦は、フレンチ・インディアン戦争のときほどには戦略上重要な拠点とはみなされていなかった。フレンチ・インディアン戦争の時は、1758年、大人数のイギリス軍を相手にここを守ったカリヨンの戦い、翌1759年に、イギリスがここを占領したタイコンデロガの戦いの舞台となった。しかし、1763年のパリ条約の後、フランスは北アメリカの領土をイギリスに割譲し、イギリスは、戦略上の要であるこの砦をめぐって、フランスとぶつかり合う必要もなくなっていた。 フランス軍は、1759年の戦いで、撤退の際に火薬庫を爆発させたため、その時以来、要塞は荒れるがままになっていた。1775年、イギリスはここに、第26歩兵連隊（en:26th Foot）から小規模の駐屯隊を派遣した。その内訳は2人の士官と46人の兵士で、兵士の大部分は、免役された傷病兵だった。25人の女性と子供もそこで暮らしていた。かつての存在価値の大きさから、この砦は「大陸の入り口」「アメリカのジブラルタル」と評価されていたが、1775年当時では、歴史家のクリストファー・ウォードによれば、「砦と言うよりは、過疎地の村」であった。
アメリカ独立戦争が本格的に始まる前から、アメリカのパトリオット（愛国者）は、タイコンデロガ砦に関心を寄せていた。この砦は幾つか重要な点があった。砦の内側には大砲や榴弾砲、そして臼砲といった、アメリカに不足している軍備がそのまま残されていた。 また、シャンプラン湖の湖岸に面したこの砦は、13植民地反乱軍とイギリス支配のカナダ軍が対決する上で、大きな意味を持つ場所にあった。ここに駐屯しているイギリス軍は、ボストンの植民地軍に対し、背後から攻撃を加え、危険にさらすつもりだった。4月19日、レキシントン・コンコードの戦いが勃発し、イギリスの将軍のトマス・ゲイジは、この砦の強化が必要であること、そして、植民地の人物の中に、占領を計画している者がいることに気づいた。レキシントンとコンコードに続いて、イギリスに包囲されたボストンから、ゲイジは、ケベック植民地総督のガイ・カールトンにこう書き送っている。タイコンデロガとクラウン・ポイントの砦を使用可能にし、一層強化すること。カールトンがこの手紙を受け取ったのは5月19日で、タイコンデロガが占領されてからかなり経ってのことだった。
ベネディクト・アーノルドは頻繁に、タイコンデロガ砦の周辺に出向いており、その状況や、駐屯部隊や、軍備についてはよく知っていた。ボストンへの帰路、アーノルドは4月19日に戦闘が始まったと聞き、サイラス・ディーンの民兵に、この砦や状況について話した。コネチカットの通信委員会は、この情報に基づいて行動した。植民地の金庫から軍資金が借り出され、新兵徴集の担当者が、コネチカットの北西部や、マサチューセッツ西部、そしてニューハンプシャー特権地（現在のバーモント州）に、砦の攻撃の志願兵を育成するために送られた。
ジョン・ブラウンは、マサチューセッツのピッツフィールド出身のスパイで、ボストンの前線と、モントリオールの、パトリオッツの支持者との間を行き来しており、砦と、その戦略的な価値についてよく知っていた。イーサン・アレンと他の愛国者たちは、ニューハンプシャー特権地にいた。彼らもまた、特権地が、ニューヨークとニューハンプシャーとの間で、所有権をめぐってもめている現状に、砦が何らかの役割を果たすのではないかと気づいていた 。コネチカットでの召集に先んじて砦を占領するか、それとも所有権での紛争を煽るか、はっきりとはしなかった。ブラウンは、3月に行われた、マサチューセッツの安全委員会に、自らの意見として、イギリス軍に敵愾心を抱かせることになっても、タイコンデロガはできるだけ早く奪い取っておくべきであると主張した。
アーノルドはボストンの包囲の外に着き、マサチューセッツ安全委員会に、守りが手薄なタイコンデロガに、大砲や軍備があることを伝えた。5月3日、委員会はアーノルドを大佐に任官し、「秘密命令」を遂行する権限を与えた。それは砦の占領だった。 アーノルドは、100ドルと、火薬を少し、弾薬、そして馬を支給され、最高400人の兵の召集と、砦への進軍、帰路は、使用可能と思える船でマサチューセッツへ戻るように命令を受けた。

## 植民地軍の会議

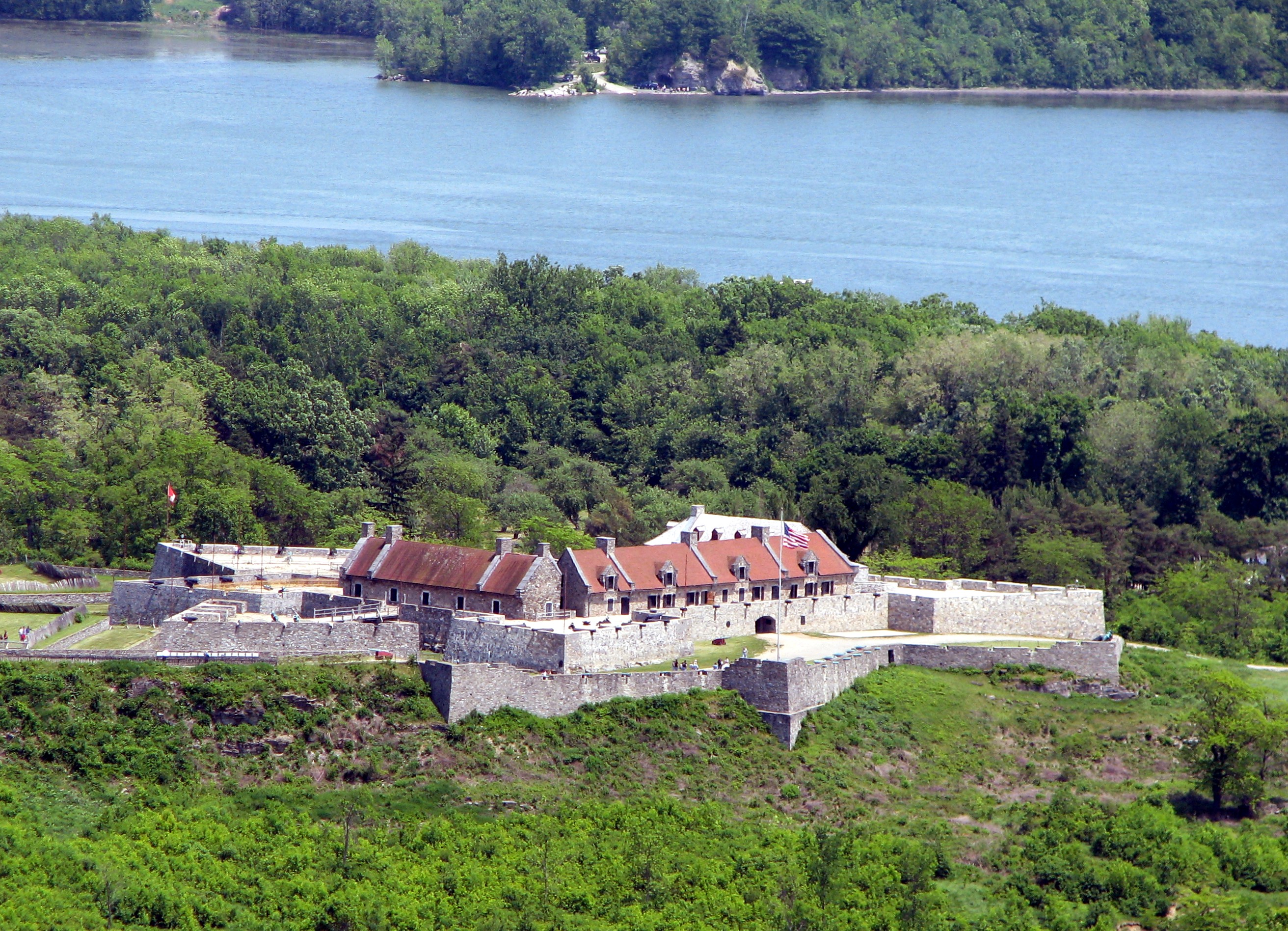
タイコンデロガ砦

アーノルドは、命令を受けるとすぐにそこを発った。2人の大尉が同行していた、イリーザー・オズワルドとジョナサン・ブラウンで、兵を徴集する役目だった。5月6日、アーノルドはマサチューセッツと特権地の境界に着いた。そこでは、コネチカットの委員会が徴兵に奔走しており、イーサン・アレンとグリーン・マウンテン・ボーイズ（ニューハンプシャー特権地の民兵）が既に北に向かったのを知った。アーノルドは猛烈に北へと馬を走らせ（その馬はその後息絶えた）、翌日バーモントのベニントンで、アレンの遠征隊に追いついた。 そこでアーノルドは、アレンはそこから50マイル（約80.5キロ）ほど北に行ったキャッスルトンで、支援物資と他の兵を待っていると聞かされた。アーノルドはこういう忠告も受けた、アレンの隊は公式な認可を受けていないが、彼の兵は、他の指揮官のもとでは従軍しないだろう。翌日早くにアーノルドは出発し、時間通りにキャッスルトンに着いて作戦会議に参加した。そこで彼は、マサチューセッツの委員会から公認されたやり方に基づいて、砦へ遠征すると述べた。
アレンがキャッスルトンで合流した軍は、100人のグリーン・マウンテン・ボーイズがいて、うち40人ほどがジェームズ・イーストンとジョン・ブラウンにピッツフィールドで育成されていた。他にコネチカットからの兵士が20人いた。 アレンは大佐に選ばれ、イーストンとセス・ワーナーが大尉だった。 アーノルドが着いた時、サミュエル・ヘリックが既にスケネスボロに行かされていて、アサ・ダグラスもパントンに、船の確保のために分遣隊を連れて出向いていた。大尉のノア・フェルプスは、「タイコンデロガ及びクラウンポイントへ遠征軍を派遣する作戦委員会」の一員であり、剃刀を探す行商人のように、実態がよく知られていない砦を偵察した。フェルプスは、荒れ果てた砦の壁を眺めた。また、駐屯隊長から、兵士の武器の火薬が湿っており、常に補給を待っている状態であることも聞かされた。 フェルプスはこの機密情報をアレンに知らせ、夜明けに奇襲する計画を立てていることも付け足した。
グリーン・マウンテン・ボーイズの多くは、アーノルドの指揮の下で任務に着くのには反対した。アレン以外の指揮官の下で従軍するなら、家に帰った方がましだと言い張った。アーノルドとアレンは結局合意したが、現在、この取引を裏付ける資料は残されていない。アーノルドによれば、この遠征隊の、共同指揮権を与えられたということである。何人かの歴史家はアーノルドのこの説を支持し、他は、単に、アレンの後に着いて進軍する権利を得ただけだと言っている。

## 2つの砦の攻略

グリーンマウンテンボーイズの旗（バーモント共和国の旗）

5月9日の午後11時30分までに、一行はハンズ・コーブ（現在のバーモント州ショアハム）に集まった。タイコンデロガへ向けて湖を渡る準備は整っていたが、午前1時30分まで船が来なかった、しかも全員を一度に運ぶには、船の数が足りなかった。 グリーン・マウンテン・ボーイズのうち83人が、アーノルド、アレンとともに最初に湖を渡った。あとの兵のために、ダグラスが一度戻ることになった。 夜明けが近づくに連れ、アレンとアーノルドは、不意打ちの好機を失うのが怖くなり、今そこにいる人数で攻撃を仕掛けることに決めた。南門に唯一人いた歩哨は、マスケット銃を撃ったものの不発に終わり、持ち場から逃走した。アレン軍とアーノルドが砦に乱入した。一行は、就寝中の数少ない兵に銃を突きつけて起こし、彼らの武器を没収した。アレン、アーノルド、その他数名は階段を上がって士官の部屋に突撃した。大尉のウィリアム・デラプレスの補佐役を務める、中尉のジョスリン・フェルサムが物音で目を覚まし、デラプレスを呼び起こした。 時間稼ぎをしている間、フェルサムが、いかなる当局関係者が砦を訪れたのか、それを知りたがった。後になって、アレンは、自分はデラプレスにこう告げたと言った。「大いなるエホバの神と大陸会議の名において！」 やっと部屋から現れたデラプレスは正装しており、剣をアレンに引き渡した。
この攻撃での死者はなかった。アメリカ軍の一人が、歩哨の銃で負傷しただけだった。 結局、400人もの兵が砦に着いたころには、アレンの軍が砦の酒やら食糧やらを略奪しまくっていた。アーノルドは、グリーン・マウンテン・ボーイズから、指揮官としての権限を認められておらず、略奪行為をやめさせることはできなかった。かなり怒っていたアーノルドは、士官の部屋に退き、自分が徴集した兵が来るのを待ちながら、マサチューセッツの植民地議会に、アレンと兵士たちとが、砦を「気まぐれと出来心で支配している」と報告し、砦を奪い取る計画や、イギリスに包囲されているボストンに、兵器を送ることなども知らせた。 デラプレスが、自分の酒を略奪されることに抵抗したため、アレンはその酒の領収書を発行し、後でコネチカットにそれを提出して、支払いをするようにした。 アーノルドと、アレン、そして、アーノルドの言うことを聞かない兵士たちとの確執は悪化し、アレンの兵が、アーノルドに武器を突きつけてもおかしくない状況となっていた。
5月12日、アレンはコネチカット総督のジョナサン・トランブルに捕虜を送った。こういう手紙がつけられていた。「ジョージ3世国王の軍の少佐、大尉、そして2人の中尉と正規兵とをお贈りいたします」 アーノルドの方は、それからの数日間、タイコンデロガ砦とクラウン・ポイントの軍備の一覧を作るので忙しかった。壁が一部の軍備の上に崩れ落ちたため、この仕事は難航した。

## サンジャン砦への奇襲

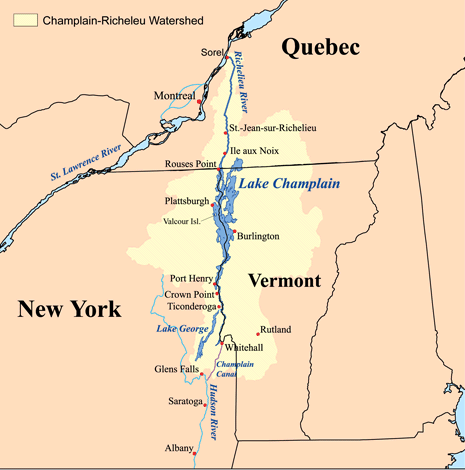
シャンプラン湖の北にサンジャン砦、南にクラウンポイントとタイコンデロガの両砦がある。

セス・ワーナーは分遣隊を船に乗せて、タイコンデロガの近くのクラウン・ポイント砦に向かった。ここの駐屯兵は9人しかいなかった。多くの文献が、この攻略は5月10日に行われたと記載している。これは、アーノルドが、マサチューセッツ安全委員会に、5月11日に送った手紙によるもので、この攻略のため船を出したが、逆風に悩まされたと書いている。ところが、ワーナーの、「クラウンポイント本部」からの、5月12日付の手紙では、前日の11日に「砦を占領した」とある。ワーナーの記憶では、10日に一度失敗し、翌日に成功したということなのだろう。 別の少数部隊が、ジョージ湖のジョージ砦に送られた。ここの駐屯兵はたった2人だった。
アーノルドの士官たちが徴集した兵が到着し始めた。フィリップ・スキンのスクーナー「キャスリーン」と、スケネスボロの何隻かの平底船（バトー）を強奪した少し後のことだった。 アーノルドはスクーナーに「USSリバティ1775/2」という新しい名前を付けた。捕虜たちが、シャンプレン湖の1隻きりのイギリスの軍艦が、湖の北にあるリシュリュー川の、サンジャン砦にいた艦だと話していた。アーノルドは、タイコンデロガの攻略の知らせが、サンジャンに届いたのかどうかはわからなかったが、この船に奇襲をかけて奪おうとした。「リバティ」に大砲を着け、50人の兵とともに5月14日に出港した。 アレンは、アーノルドを、砦攻略の英雄にしたくないため、平底船で、アーノルドの船を追いかけた。しかし、湖を航行する点では、アーノルドの小艦隊のほうが有利で、アレンの兵が乗った船を引き離した。5月17日までにアーノルド隊は湖の北岸に着いた。情報を得るために、サンジャン砦に兵を一人偵察に送り込んだ。兵はその日の遅くに戻って来て、イギリス軍はタイコンデロガとクラウン・ポイントが陥落したことを知っており、部隊はどうやらサンジャンに向けて動き出していると報告した。アーノルドは早急に行動を起こすことにした。
一晩中船をこいだ後、アーノルドと兵士のうち35人は砦の近くで船を止めた。短時間で砦の様子を見終わったあと、砦の駐屯兵を脅かし、そこにあった物資と、70トンのスループであるイギリスの軍艦ロイヤルジョージ（en:HMS Royal George (1776)）を奪った。 駐屯兵から、中隊の一部がシャンブリーからの帰路に着いていると警告され、一行はより価値のある物資と大砲とを、ジョージに積み込んだ。このジョージは、エンタープライズをアーノルドが改名したものだった。持って行けない船は沈め、より規模が増したアーノルド艦隊が、シャンプラン湖へ戻って行った。 アーノルドたちのこの行為は、イギリスの退役軍人で、砦の近くに住んでいるモーゼス・ヘイズンに監視されており、ヘイズンは5月20日に、馬を走らせてモントリオールに行き、地元の軍の指揮官にこのことを告げ、さらにケベックにも行って、やはり20日に、カールトン総督にこのことを報告した。この報告にこたえ、チャールズ・プレストン少佐と140人の兵が、ただちにモントリオールからサンジャンに派遣された。
湖に出て15マイル（約24キロ）行ったところで、アーノルドの艦隊はアレンたちに出くわした。彼らはまだ北を目指していた。祝砲を交わしたのち、アーノルドは食糧を開封して、アレンの兵たちに食事をさせた。無甲板船を、飲まず食わずで100マイル（約161キロ）こいで来たのだった。アレンは、自分たちがサンジャン砦を攻略できると信じて、北へと船を進め続けた。アーノルドは南を目指していた。 アレンが砦に着いたのは5月19日で、その日、支持者のモントリオールの商人から、イギリス軍が近づいているから気をつけろと忠告されていた。その商人は、馬でイギリス軍を追い抜いて来たのであった。 アレンは、モントリオール市民あての便りをその商人にことづけ、21日にタイコンデロガに戻るべく、サンジャンを離れた所へイギリスの艦隊が到着した。 イギリス軍から必死で逃れたが、3人が遅れ、1人は捕虜となった。しかし他の2人は陸路で南を目指した。

## アレンとアーノルドの離脱
イーサン・アレンと兵たちは、結局タイコンデロガから離脱した。酒が切れかけたことがあったのに加え、アーノルドが、クラウン・ポイントを拠点にこの付近を取り仕切っていたからだ。 アーノルドは2隻の大型船に設備を取りつける作業を監督していて、結局エンタープライズの方は自分で指揮を執った。こういうことに詳しい船乗りがいなかったからだ。彼の兵たちは、タイコンデロガの兵舎を再建しており、また、2つの砦の残骸から兵器を抜き取って、砲架を取りつけていた。

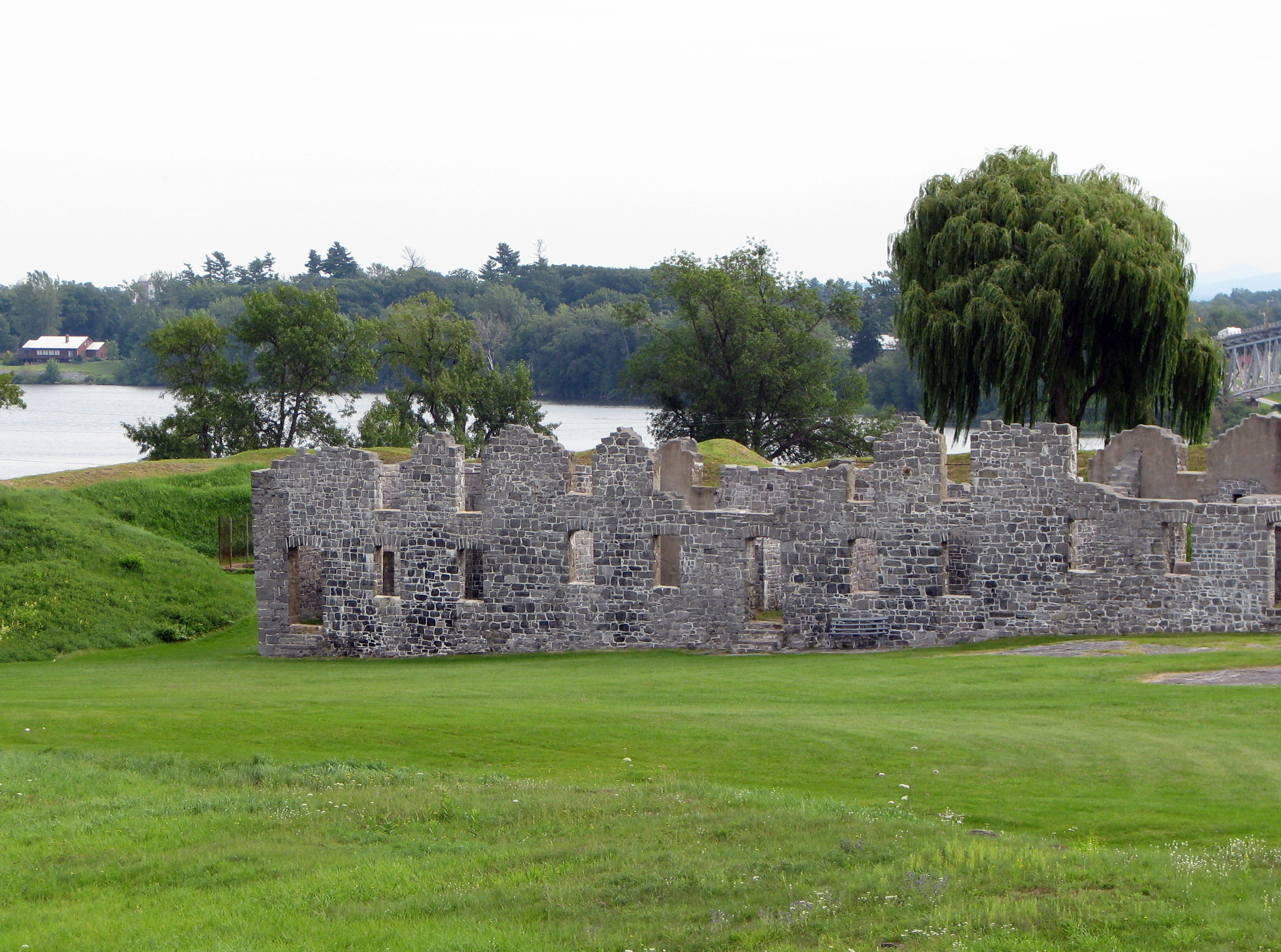
クラウン・ポイントの兵舎跡

コネチカットは、タイコンデロガ攻略のため、ベンジャミン・ヒンマン大佐の下、1,000人の兵を送り出していた。そしてニューヨークは、北からイギリスの攻撃の可能性があるため、やはり民兵を育成して、クラウン・ポイントとタイコンデロガを守らせようとしていた。ヒンマンの部隊が6月に到着した時、またしても主導権を巡って一悶着起きた。アーノルドが、ヒンマンの下で任務につくにもかかわらず、マサチューセッツの委員会からは、アーノルドへの連絡は何もなかった。ヒンマンは、クラウン・ポイントの指揮もする予定だと断言したが、アーノルドはそれを受け入れなかった。ヒンマンへの訓令には、タイコンデロガの指揮官としか記されていなかったからだ。 ついにマサチューセッツ委員会が代表団を派遣した。6月22日に彼らが着いた時、アーノルドは、ヒンマンの下で任務につくべきと明言した。アーノルドは2日間考えた後、自分の軍を解散し、任務を退いて帰路に着いた。砦の攻略のために、アーノルドは、1000ドル以上もの身銭をはたいていた。
大陸会議は一連の砦の攻略を知って、2つ目の「カナダ住民への手紙」を起草した。これは6月中に、もう一人の同情的なモントリオール商人であるジェームズ・プライスに宛てられた。この手紙とはまた別に、弁の立つ、アメリカ支持者の活動と結び付いたニューヨーク議会からの手紙が、1775年夏にケベックの住民を扇動した。
タイコンデロガの陥落の知らせがイギリスに届いた時、ダートマス卿ジョージ・レゲは「非常に不運である、全くもって非常に不運である」と書き記している。

### ケベックの反撃

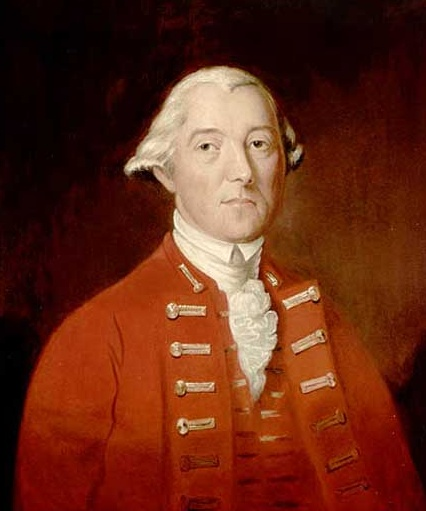
ケベック総督ガイ・カールトン

タイコンデロガとクラウン・ポイントの攻略、特にサンジャン砦の奇襲は、ケベックの住民を驚かせた。モントリオール駐屯部隊の隊長、ダドリー・テンプラー大佐は、5月19日、防御のため民兵に召集をかけ、近辺に住む先住民に、武装するよう依頼した。わずか50人のフランス系の地主と、小貴族がモントリオール、またはその周辺で民兵として育成され、サンジャンに派遣された。先住民は来なかった。テンプラーはまた、アメリカ独立運動に同情的な商人が、物資を南に送るのを阻止した。
カールトン総督は、退役軍人のハゼンから、5月20日のアーノルドの行動を知らされ、すぐさまモントリオールとトロワリビエールの駐屯部隊に、サンジャンを守るように命令し、ケベックの何部隊かもサンジャンに回された。他のケベックの駐屯部隊は、セントローレンス川に沿って、様々な地点に分けて派遣されており、西はオスェガチエまで駐屯していて、仮想敵の脅威から町を守っていた。 カールトンはモントリオールへ、防御の監督に行き、ケベックは副総督のエクトール・テオフィラス・ド・クラマシェにゆだねられた 。モントリオールへ発つ前に、カールトンは、ケベック司教のジャン＝オリビエ・ブリアンを説得して、軍への召集を発することを、町の防御のために支持してほしいと言った。その召集は主に、モントリオールとトロワリビエール近辺で行われた。

### その後のタイコンデロガ

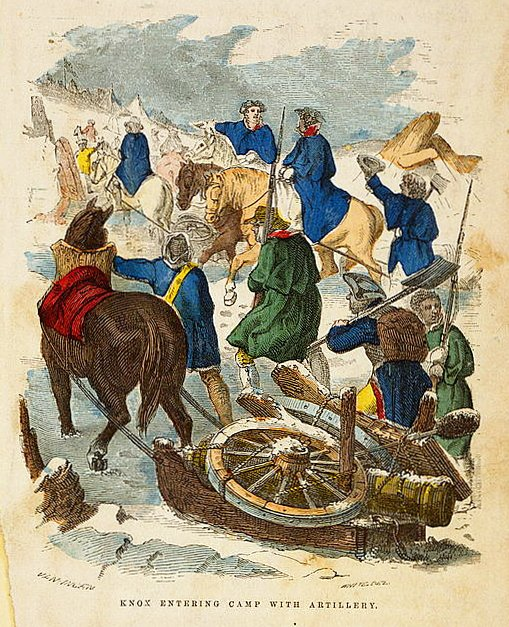
砲台とともに野営に入るノックス

1775年の7月、将軍フィリップ・スカイラーは、8月末のカナダへの侵攻の土台として、砦を使用し始めた。 1775年から1776年の冬、ヘンリー・ノックスは、タイコンデロガからボストンへの「大砲の輸送」を指揮していた。大砲はドーチェスターの台地に、包囲されたボストンの町と、港のイギリス船を見下ろす形で据え付けられた。これが、イギリス軍と王党派とが、翌年の3月に撤退するきっかけとなった。
ベネディクト・アーノルドは、バルカー島の戦いで再び艦隊を率い、イギリス軍の砦奪還の野望をくじく、重要な役割を演じた。1777年7月、サラトガ方面作戦で、イギリスはタイコンデロガ砦包囲戦の結果一度は砦を取り戻したが、ジョン・バーゴインが10月に降伏してから後に、砦を放棄した。

### イギリス軍の指揮の混乱
当時、タイコンデロガ砦は軍事上重要な砦ではなかったが、ここを攻略したことでいくつかの大きな結果が得られた。この地域での、反逆者への監視が、ケベック、ボストン、後にニューヨークのそれぞれのイギリス軍の、陸路での連絡や補給が困難になる原因を作り、イギリス軍は、指揮の構造を調整する必要に迫られた。 この変化は、アーノルドがサンジャンへ向かう途中、カールトンからゲージへの、ケベックの駐屯部隊を強化する旨の手紙を奪ったことにおいて明らかである。 北アメリカのイギリス軍の指揮系統は、かつて、シングル・コマンダー（コマンダー・イン・チーフ）だったのが2つに分けられ、カールトン総督が、ケベックや北方の部隊で命令を出しており、一方、イギリス軍の将軍ウィリアム・ハウは大西洋岸に展開する軍の指揮を執っていた。この方法は、フレンチ・インディアン戦争時のウルフ、アマースト両将軍の時にはうまく機能したが、独立戦争では、2つの軍の協力体制は、問題含みとなり、1777年のサラトガの戦いで、ハウが、明らかに、協定によって決められた北部の戦略を放棄して、南部の支持がなかったバーゴインを置き去りにしたような、そういう失敗もあったのである。

### アレンとアーノルドの口論

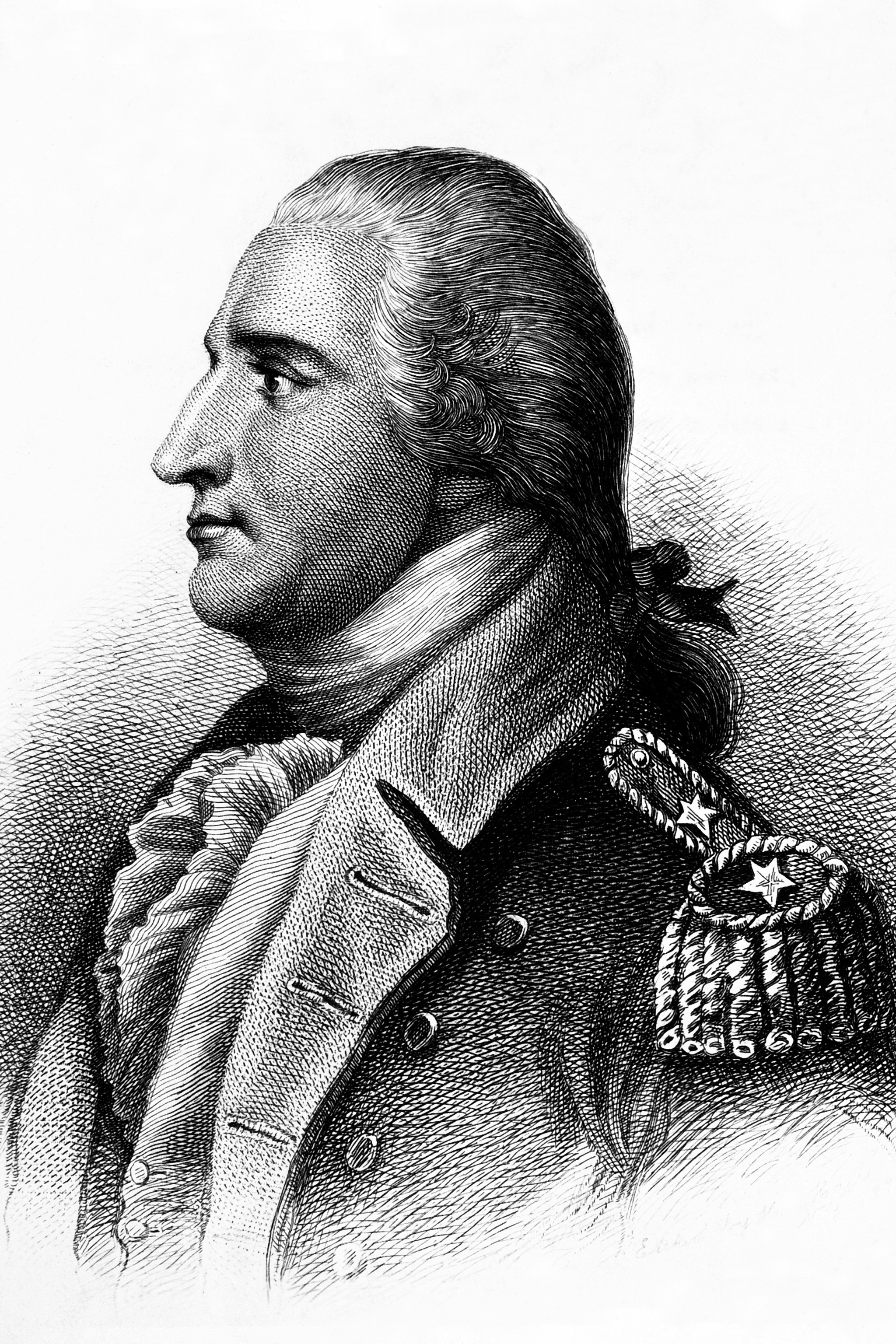
アーノルドの左向きの肖像画。上着の肩章に星が2つついている。H.B.ホール作

砦の攻略の当日から、アレンとアーノルドは口論を展開し始めた。お互いが、出来るだけ多くの、指揮官たる信用を得ようとしていた。アーノルドはアレンとその兵士たちに、指揮官としての権威を示すことができなかったこともあり、日々の出来事と行動、それも、アレンに対して批判的かつ軽蔑的な内容のものを、日記につけるようになった。 アレンのほうも、砦の攻略後ただちに、自分の回想録をつけ始めた。何年かのちにこの回想録は出版されたが(関連書籍参照)、この回想録はアーノルドへの言及がことごとく欠けている。アレンは、攻略に関してのいくつかの報告書も執筆しており、ジョン・ブラウンとジェームズ・イーストンが、ニューヨーク、コネチカット、そしてマサチューセッツの多くの議会や委員会にこれを持ち込んだ。これに関しては、研究者によって見方が分かれる。イーストンが、マサチューセッツの委員会に、この2人の手になる報告書を持って行ったが、都合のいいことに、アーノルドが書いた方を途中で紛失し、アレンの報告書が正規のものとされ、この攻略における英雄とされ、人々の間に広まったという説がある。 一方では、イーストンはどうやら、アーノルド自身の指揮に異論を唱えることに、関心があったようだと示唆している。 イーストンとアーノルドが憎み合っていたのは明らかである。1775年の6月10日、アーノルドが艦隊を率いて湖を航行していた時、アレンとイーストンはクラウン・ポイントに戻って作戦会議を開いていた。これはどう見ても軍の儀礼に違反していた。また、アーノルドは、自分の指揮下にある兵が、駐屯隊を仕切っていた時、自らの権限を強く主張した。イーストンが、アーノルドを侮辱したため、アーノルドが決闘で決着をつけようと言った。後にアーノルドはこう伝えた。「イーストンは、剣をつけたうえに、両方のポケットに、それぞれ弾を込めたピストルのケースを入れていた。紳士らしく剣を抜くのを、はねつけたものだから、こっちは思う存分奴を蹴飛ばして、ここから出て行けと言ってやったよ」